# كين جيرهارد
كين جيرهارد (بالإنجليزية: Ken Gerhard)‏ هو عالم حيوانات أمريكي، ولد في 13 أكتوبر 1967.